# Tiburtino
Tiburtino è il sesto quartiere di Roma, indicato con Q. VI.
Prende il nome dalla via Tiburtina che qui inizia e che, a sua volta, deriva da "Tibur", antico nome di Tivoli.

## Geografia fisica

### Territorio
Si trova nell'area est della città, a ridosso delle Mura aureliane.
Il quartiere confina:
- a nord con i quartieri Q. V Nomentano[1] e Q.XXI Pietralata[2]
- a est con il quartiere Q. XXII Collatino[3]
- a sud con il quartiere Q. VII Prenestino-Labicano[4]
- a ovest con i rioni R. XV Esquilino[5] e R. XVIII Castro Pretorio[6]

## Il quartiere
Nel Tiburtino hanno sede la Città universitaria, il cimitero del Verano e diverse altre strutture.
Il nucleo centrale del quartiere è costituito dalla zona di "San Lorenzo", duramente bombardata (più di 1600 morti accertati) dai B-17 americani il 19 luglio 1943.

## Storia
Il Tiburtino è fra i primi 15 quartieri nati nel 1911, ufficialmente istituiti nel 1921.
Inizialmente comprendeva solo la zona di San Lorenzo, che era già una realtà territoriale a sé stante, successivamente, nel 1931, il quartiere si estese verso la via Prenestina e, l'anno successivo, accorpò parte del suburbio Tiburtino (l'attuale Casal Bertone) fino a via di Portonaccio, un'area che fino a pochi decenni prima era unita all'altra attraverso una strada chiamata via di Malabarba.
Negli anni dal 1950 a 1954 fu costruito il quartiere dell'INA-Casa che prese l'omonimo nome di Tiburtino, tra la via Tiburtina km 7, via Diego Angeli, via Edoardo Arbib, via Luigi Cesana, via dei Crispolti e via Luigi Lucatelli (attualmente facenti parte del quartiere Collatino).
Quest'opera fu realizzata su progetto di un gruppo di architetti i cui capigruppo furono Mario Ridolfi e Ludovico Quaroni

ed è considerata uno degli interventi più significativi del Neorealismo architettonico, una delle diverse espressioni del Movimento Moderno in Italia.

### Stemma
Di rosso al monte d'oro caricato di un palo ondoso (cascata dell'Aniene) d'azzurro uscente da un traforo.

## Monumenti e luoghi d'interesse

### Architetture civili
- Sede dell'Istituto superiore di sanità, su viale Regina Elena. Edificio del XX secolo (1931-34). 41.904266°N 12.518224°E

Progetto dell'architetto Giuseppe Amendola.
- Palazzo dell'Aeronautica, su viale Pretoriano.

Progetto dell'architetto Roberto Marino, sede del Ministero dell'aeronautica (1931-1947) e poi dello Stato maggiore dell'Aeronautica Militare (dal 1947 in poi).

### Architetture religiose
- Basilica di San Lorenzo fuori le mura, sul piazzale del Verano. Chiesa del IV secolo e basilica papale.
- Chiesa di Santa Maria Immacolata e San Giovanni Berchmans, su piazza dell'Immacolata.
- Chiesa di Santa Maria Consolatrice, su piazza Santa Maria Consolatrice.
- Chiesa di San Tommaso Moro, su via dei Marrucini.
- Chiesa della Divina Sapienza, da piazzale Aldo Moro, all'interno della Città universitaria di Roma.

### Siti archeologici

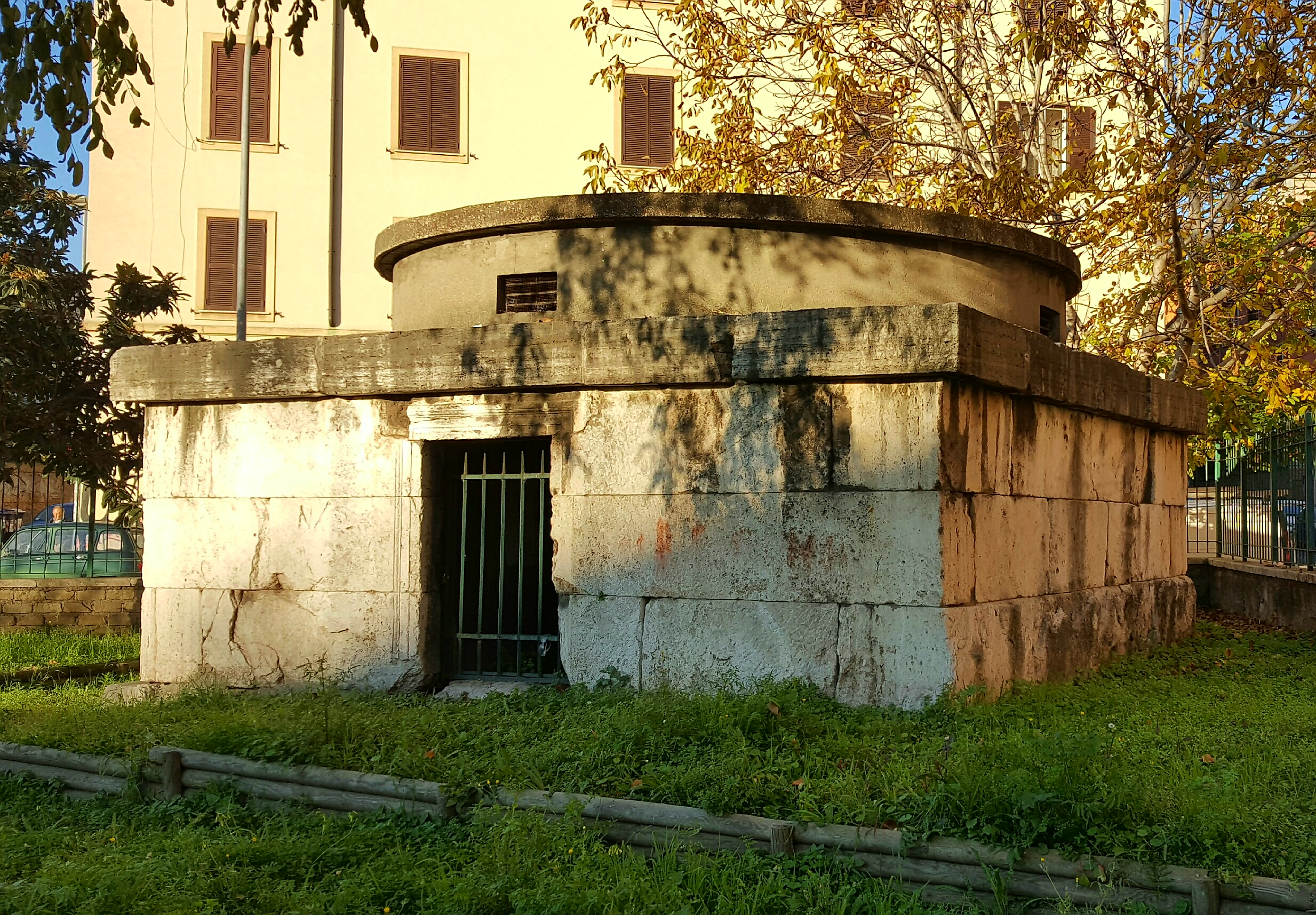
Sepolcro di largo Talamo a Roma

- Torrione prenestino, al II miglio di via Prenestina. Mausoleo del I secolo a.C.
- Porta Tiburtina o San Lorenzo, all'inizio di via Tiburtina. Arco del I secolo a.C.
- Sepolcro di largo Talamo, sul largo Eduardo Talamo. Mausoleo del I secolo.[10] 41.894717°N 12.516962°E

### Archeologia industriale
- Ex fabbrica SNIA Viscosa, su via Prenestina. Complesso industriale del XX secolo (1922-23).[11]

Fabbrica di rayon che nasce come CISA Viscosa nel 1923, attiva fino al 1954. Nel 1969 la CISA viene assorbita dalla SNIA Viscosa.

### Altro

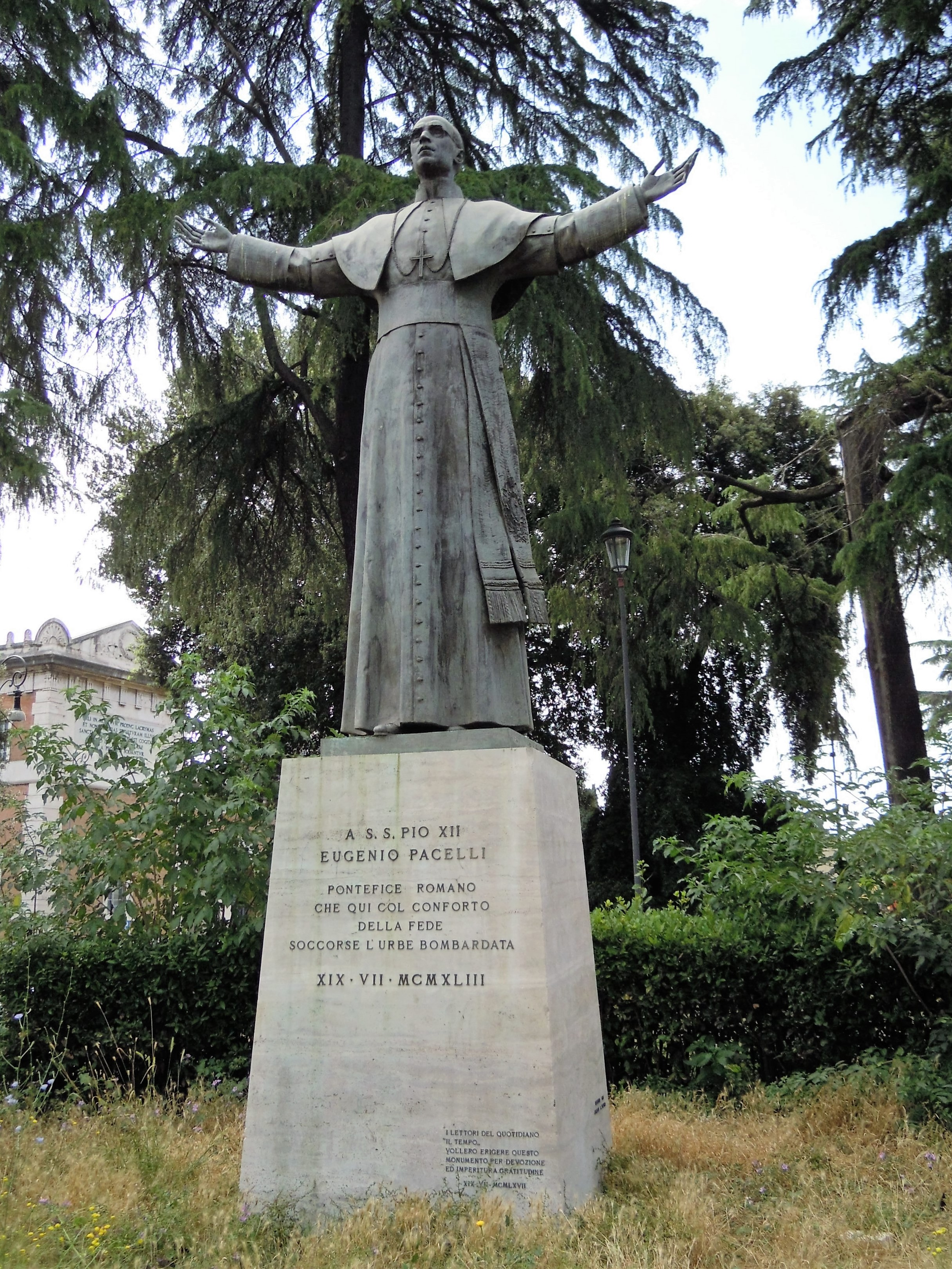
Monumento a Pio XII a piazzale del Verano

- Cimitero del Verano, su via Tiburtina. Cimitero monumentale del XIX secolo (1809-12).
- Città universitaria. Edifici in stile razionalista del XX secolo (1935).
- Scalo San Lorenzo, sul viale omonimo. 41.895628°N 12.523156°E

### Aree naturali
- Villa Gordiani, settore nord, lato sinistro di via Prenestina.
- Villa Mercede, su via Tiburtina. Villa del XX secolo.[12] 41.898991°N 12.514049°E
- Parco dei Caduti del 19 luglio 1943. Monumento commemorativo per i caduti del bombardamento di San Lorenzo. 41.897994°N 12.512697°E
- Parco delle Energie (area dell'ex fabbrica SNIA Viscosa), su via Prenestina angolo via di Portonaccio.
- Parco del Torrione Prenestino, al II miglio di via Prenestina.

## Società
I dati statistici rivelano, rispetto ad altri quartieri della capitale, un alto indice di vecchiaia e un'elevata presenza di immigrati provenienti dai paesi extracomunitari.
Inoltre, data l'alta concentrazione di poli per il lavoro terziario e la sua ubicazione, si registrano nel quartiere volumi di traffico e di inquinamento superiori alla media del comune, che costringono, tra l'altro, a frequenti interventi per la viabilità e la riparazione del manto stradale.

### Istituzioni, enti
- Istituto superiore di sanità, su viale Regina Elena.
- Consiglio Nazionale delle Ricerche, su piazzale Aldo Moro.

## Cultura

### Università
- Università degli Studi di Roma "La Sapienza"

## Geografia antropica

### Urbanistica
Nel territorio del Tiburtino si estendono le zone urbanistiche 3B San Lorenzo (intera), 3X Università, 3Y Verano (intera) e 5A Casal Bertone.

### Odonimia
Le principali arterie sono via Tiburtina, che ha inizio dal piazzale Tiburtino, situato all'interno dei confini del quartiere, la circonvallazione Tiburtina, porzione della Tangenziale Est, viale dello Scalo di San Lorenzo, che collega quest'ultima a piazzale Labicano.
Altre strade di grande importanza sono:
- Via di Casal Bertone
- Via Cesare De Lollis
- Via dei Ramni
- Viale Regina Elena
- Viale delle Scienze

Le piazze principali del quartiere sono:
- Piazza dell'Immacolata
- Piazzale Aldo Moro (già piazzale delle Scienze)
- Largo degli Osci
- Piazza dei Sanniti
- Piazza di Santa Maria Consolatrice
- Piazzale del Verano

Gli altri odonimi del quartiere Tiburtino possono raggrupparsi nelle seguenti categorie:
- Antichi popoli italici, nell'area circostante l'inizio della via Tiburtina, corrispondente alla zona di San Lorenzo.
- Condottieri, lungo la via Prenestina.
- Generali e militari italiani, nell'area di Casal Bertone.

## Sport

### Pallacanestro
- Vis Nova Basket che, nel campionato 2019-2020, milita nel campionato maschile di Serie C Silver.[13]